# 薩拉多河 (布宜諾斯艾利斯)

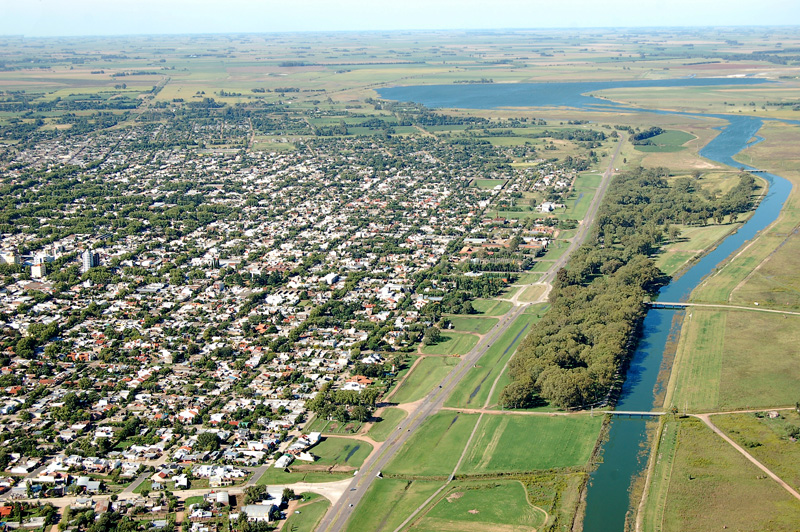
薩拉多河

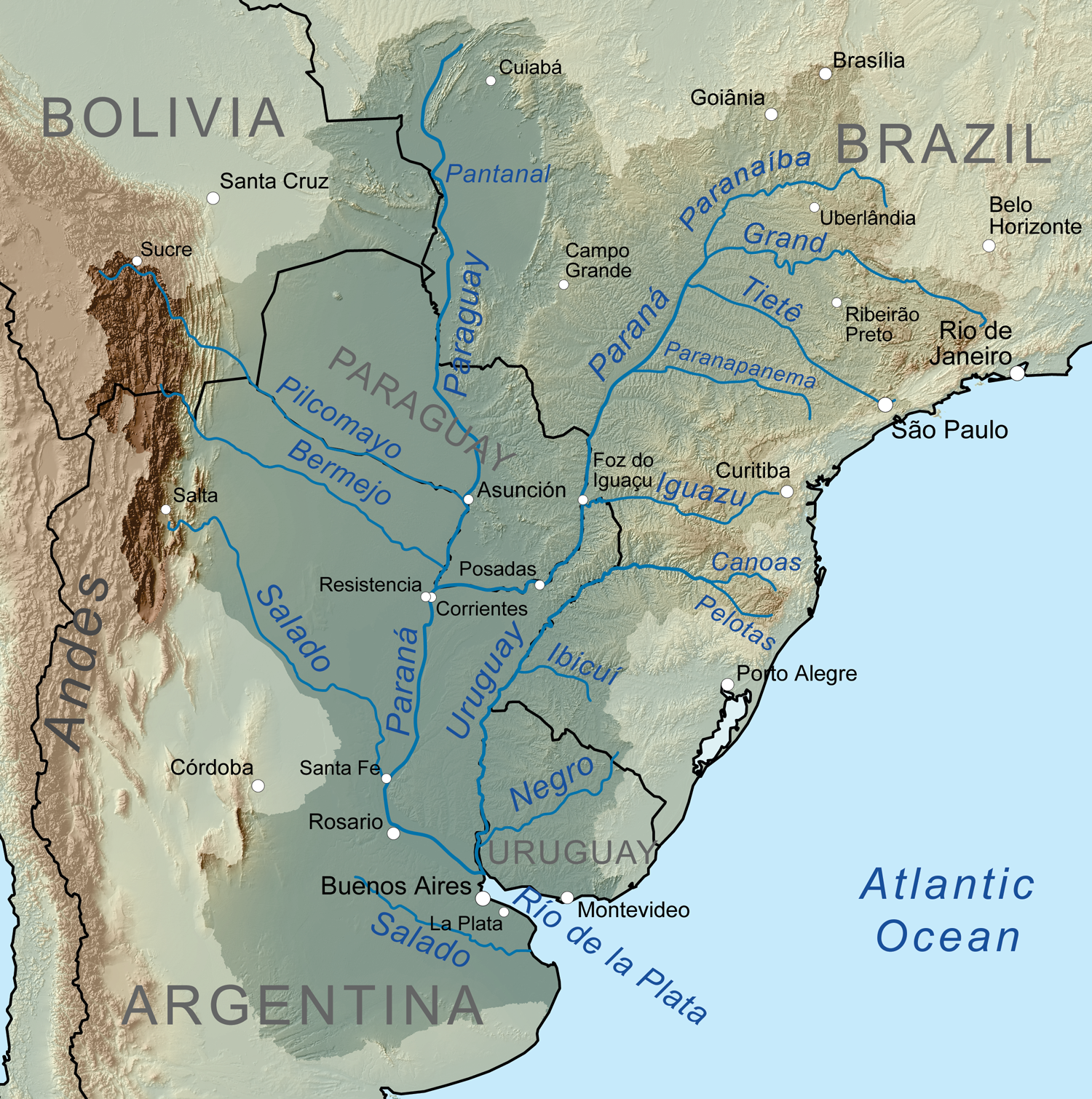
薩拉多河位置

薩拉多河（西班牙語：Río Salado）是阿根廷的河流，位於布宜諾斯艾利斯省北部，河道全長640公里，流域面積170,000平方公里，最終在首都布宜諾斯艾利斯東南部170公里注入大西洋的桑博龍邦灣。
35°44′44″S 57°21′51″W / 35.74556°S 57.36417°W